# Staurastrum pseudotetracerum
Staurastrum pseudotetracerum  là một loài Song tinh tảo trong họ Desmidiaceae, thuộc chi Staurastrum.